# Pavel Horváth
Pavel Horváth (ur. 22 kwietnia 1975 w Pradze) – czeski piłkarz występujący na pozycji pomocnika.

## Kariera klubowa
Pavel Horváth zawodową karierę rozpoczynał w 1993 roku w Sparcie Praga. Rozegrał dla niej jednak tylko jedno spotkanie i jeszcze w tym samym sezonie odszedł do zespołu FK Baumit Jablonec.
Kolejnym klubem w karierze czeskiego zawodnika była Slavia Praga, do której Horváth trafił w 1996 roku. W nowej drużynie od razu wywalczył sobie miejsce w podstawowej jedenastce i przez cztery lata rozegrał 104 ligowe pojedynki. W 1997, 1998 i 2000 sięgnął po tytuł mistrza kraju, a w 1997 i 1999 roku zdobył także Puchar Czech. W sezonie 1999/2000 Horváth zaliczył dziesięć trafień i obok Tomáša Doška był najlepszym strzelcem w zespole. W 2000 roku wychowanek Sparty Praga odszedł do Sportingu, z którym wywalczył Puchar Portugalii.
W trakcie rozgrywek 2001/2002 Czech przeniósł się do Galatasaray SK, lecz jeszcze w tym samym sezonie został piłkarzem FK Teplice. W 2004 roku Horváth przeprowadził się do Japonii, gdzie podpisał kontrakt z Vissel Kobe. Następnie na dwa lata powrócił do Sparty Praga, a latem 2008 roku trafił do Viktorii Pilzno. W 2015 zakończył karierę.

## Kariera reprezentacyjna
Od 1995 do 1997 roku Horváth grał w reprezentacji Czech U-21, dla której w dziesięciu spotkaniach strzelił jedną bramkę. W dorosłej kadrze zadebiutował 9 lutego 1999 roku w wygranym 1:0 spotkaniu przeciwko Belgii. W 2000 roku Jozef Chovanec powołał go do 22-osobowej kadry na mistrzostwa Europy. Czesi zajęli trzecie miejsce w swojej grupie i odpadli z turnieju, a sam Horváth pełnił rolę rezerwowego i nie wystąpił w żadnym z pojedynków. Ostatni mecz w drużynie narodowej czeski pomocnik rozegrał 17 kwietnia 2002 roku (remis 0:0 z Grecją). Łącznie dla reprezentacji swojego kraju zanotował dziewiętnaście występów.